# Tip I citokinski receptor
Tip I citokinski receptori su transmembranski receptori izraženi na površini ćelija koji prepoznaju i odgovaraju na citokine. Oni sadrže četiri α-heliksna segmenta. Ti receptori su takođe poznati pod imenom hemopoietinski receptori, i dele zajednički aminokiselinski motif (WSXWS) u ekstracelularnoj porciji pored ćelijske membrane. Članovi familije tipa I citokinskih receptora obuhvataju različite lance, neki od kojih učestvuju u ligand/citokin interakcijama, i druge koji posreduju prenos signala.

## Lanci prenosa signala
Lanci za prenos signala su često zajednički za različite receptore ove receptorske familije.
- IL-2 receptorski zajednički gama lanac (takođe poznat kao CD132) je prisutan u:
  - IL-2 receptor
  - IL-4 receptor
  - IL-7 receptor
  - IL-9 receptor
  - IL-13 receptor
  - IL-15 receptor[2]
- Zajednički beta lanac (CD131 ili CDw131) dele sledeći citokinski receptori tipa I:
  - GM-CSF receptor
  - IL-3 receptor
  - IL-5 receptor.[3]
- Gp230 receptorski zajednički gama lanac (takođe poznat kao gp130, IL6ST, IL6-beta ili CD130) dele:
  - IL-6 receptor
  - IL-11 receptor
  - Receptor inhibitornog faktora leukamije
  - Onkostatin M receptor

## Primeri
Tip I citokinski receptori obuhvataju interleukinske receptore, receptora faktora stimulacije kolonije i druge citokinske receptore
- Interleukin-2 receptor
- Interleukin-3 receptor
- Interleukin-4 receptor
- Interleukin-5 receptor
- Interleukin-6 receptor
- Interleukin-7 receptor
- Interleukin-9 receptor
- Interleukin-11 receptor
- Interleukin-12 receptor
- Interleukin-13 receptor
- Interleukin-15 receptor
- Interleukin-21 receptor
- Interleukin-23 receptor
- Interleukin-27 receptor

### Receptori faktora simulacije kolonije
- Eritropoietinski receptor
- GM-CSF receptor
- G-CSF receptor

### Hormonski receptor/neuropeptidni receptor
- Receptor hormona rasta
- Prolaktinski receptor

### Drugi
- Onkostatin M receptor
- Receptor inhibitornog faktora leukemije

## Spoljašnje veze
- Cytokine+Receptors на 